# Hồn papa da con gái
Hồn papa da con gái (tựa tiếng Anh: Daddy Issues) là bộ phim điện ảnh gia đình tình cảm hài hước của Việt Nam do đạo diễn Ken Ochiai thực hiện, do Charlie Nguyễn và hãng phim Chánh Phương sản xuất vào năm 2018. Hiện tại phim đang được chiếu độc quyền trên nền tảng xem phim trực tuyến Galaxy Play.
Phim có sự góp mặt của các diễn viên: Thái Hòa, Kaity Nguyễn, Hồng Vân, Thành Lộc, Chí Tài, Kathy Uyên, Vân Trang, Trang Hý, Huy Khánh, Gi A Nguyễn, Trịnh Thảo. Phim được công chiếu vào ngày 28 tháng 12 năm 2018 tại các rạp trên toàn quốc.

## Nội dung

### Giới thiệu nội dung
Hải (Thái Hòa) và Châu (Kaity Nguyễn) là hai cha con nhưng giữa họ có một khoảng cách lớn kể từ khi mẹ Châu (Mỹ Duyên) qua đời. Châu tuy mới 17 tuổi nhưng là một cô bé độc lập luôn bị ám ảnh bởi hình ảnh của mẹ và muốn trở thành một diễn viên ba lê tài năng, còn Hải là ông bố nhu nhược và hay dựa dẫm vì thế mà mâu thuẫn nảy sinh ngày càng lớn trong mối quan hệ giữa hai cha con. Cho đến một ngày sau trận cãi nhau lớn, linh hồn người mẹ đã hóa thành bướm và chuyển đổi thân xác của hai cha con, kể từ đó hàng loạt những rắc rối hài hước xảy ra khi người cha phải tập sống trong thân xác của con gái và ngược lại. Nhưng bất lợi đó cũng chính là cơ hội để hai cha con hiểu nhau và xích lại gần nhau hơn.

### Đầy đủ nội dung
Người cha tên Hải và đứa con gái tuổi teen tên Châu sống chung với nhau nhưng hai người hoàn toàn không hiểu nhau, không thể sống hòa thuận. Hải là thành viên trong nhóm sáng tạo trong công ty, còn Châu đang là nữ sinh trung học. Vào ngày đám giỗ của mẹ Châu, một con bướm kỳ lạ (có thể là linh hồn của mẹ Châu) bay vào miệng Châu và một tia sét đánh xuống đã khiến hai cha con bị đổi hồn cho nhau. Hai cha con phải tập sống trong thân xác của người kia. Hải phải tới trường học trong thân xác con gái, còn Châu tới công ty trong thân xác ba mình.
Hôm đó có ông người Nhật Bản tới công ty để nhận xét không gian văn phòng làm việc, bình thường Hải có thể phiên dịch tiếng Nhật, nhưng Châu không thể làm được việc đó. Hai cha con bí mật nói chuyện điện thoại với nhau, Hải giúp con gái phiên dịch tiếng Nhật thành công dù anh bị cô giáo kêu lên bảng giải bài toán.
Sắp tới trường học sẽ cho Châu thi lại tiết mục múa ba lê và công ty của Hải sẽ có buổi thuyết trình. Châu dạy ba mình múa ba lê, ngược lại Hải dạy con gái mình làm sáng tạo. Tuy nhiên trong lần thi múa, Hải bị quên bài nên chế thêm những động tác võ thuật vào bài múa kết hợp với nhạc sôi động, gây ấn tượng mạnh với mọi người. Việc này được quay phim lại và phát tán trên mạng, cho tới khi Châu biết được. Hai cha con đã có cuộc cãi nhau. Nhung - đối thủ của Hải trong công ty - tới nhà để dụ dỗ Hải theo phe cô ta, nhưng thực ra cô ta đã quyến rũ Châu. Còn Hải đang đi theo hai đứa bạn tới trường mặc thử váy mới, vô tình làm cháy cái váy và bị thầy giáo la mắng.
Hai cha con cãi nhau lần nữa ngay ngoài mộ mẹ Châu. Châu tiết lộ rằng cô muốn đi du học để thoát khỏi người cha đầy tính trẻ con, Hải cũng tiết lộ rằng anh mang tính trẻ con chỉ vì muốn giữ đứa con gái ở lại bên cạnh mình. Ban lãnh đạo đề bạt Hải lên làm giám đốc nhưng anh từ chối chức vụ này để quay lại với nhóm sáng tạo, quay lại với niềm đam mê thực sự của mình.
Trong cuộc thi Hoa khôi Tài năng Sài Gòn, Hải tham gia biểu diễn múa ba lê, Châu cũng có mặt để xem ba mình diễn. Hải múa lại những động tác võ thuật trên nền nhạc sôi động, nhưng lần này anh còn hút thuốc lá điện tử (vape) để phun khói, tạo ấn tượng mạnh mẽ với khán giả. Con bướm kỳ lạ lần trước lại xuất hiện và bay vào miệng Hải, giúp cho hồn hai cha con trở về như cũ. Sau sự việc đổi hồn này, hai cha con mới hiểu nhau hơn nhờ sống trong thân xác của nhau. Cuối phim, Hải đưa Châu ra sân bay để cô đi du học nước ngoài. Dù không có Châu bên cạnh nhưng Hải vẫn luôn nhớ về đứa con gái.

## Diễn viên
- Thái Hòa vai Hải
- Kaity Nguyễn vai Châu
- Hồng Vân vai Bà Liên
- Thành Lộc vai CEO Quang Nguyễn
- Kathy Uyên vai Nhung
- Vân Trang vai Bình
- Mỹ Duyên vai Tâm (vợ của Hải, mẹ của Châu)
- Chí Tài vai Ông ngoại
- Huy Khánh vai Thầy giáo Hoàng
- Tuyền Mập vai Cô giáo Phương
- Gi A Nguyễn vai Vũ
- Trang Hý vai Khánh
- Trịnh Thảo vai Yến
- Chí Tâm vai Chàng Múp
- Lê Bình vai Ông bán cà phê
- Tùng Leo vai MC cuộc thi tài năng
- Khánh Thi vai Giám khảo cuộc thi tài năng
- Phương Anh Đào vai Giám khảo cuộc thi tài năng
- Jun Phạm vai Giám khảo cuộc thi tài năng

## Sản xuất
Hồn papa da con gái là bộ phim điện ảnh thứ hai mà đạo diễn Ken Ochiai thực hiện tại Việt Nam, kịch bản gốc dựa trên tiểu thuyết Seven Days of a Daddy and a Daughter (tên gốc: パパとムスメの７日間, phiên âm: Papa to Musume no Nanokakan) do Michael Thai và Ken Ochiai chuyển thể.

## Công chiếu
Phim được công chiếu vào ngày 28 tháng 12 năm 2018 tại các rạp trên toàn quốc.

## Quảng bá
Sau khi họp báo ra mắt dự án vào ngày 28 tháng 6 năm 2018, Hồn papa da con gái đã gặp phải lùm xùm đạo nhái poster The Swap do hãng Walt Disney sản xuất năm 2016. Nhà sản xuất hãng phim Chánh Phương đã thừa nhận có sơ sót trong khâu duyệt ý tưởng, dẫn đến sự giống nhau này. Ê-kíp của Charlie Nguyễn cũng gửi lời xin lỗi sâu sắc đến khán giả về sự cố không hay này. Theo phía nhà sản xuất, vì tấm poster giống nhau nên có thể các khán giả sẽ hiểu lầm về nội dung của Hồn papa da con gái. "The Swap là câu chuyện của hai học sinh tuổi teen vì quá chán ngán cuộc sống của bản thân và muốn được đổi chỗ cho nhau. Còn Hồn papa da con gái là cú hoán đổi bất ngờ giữa người cha và con gái do linh hồn của người mẹ quá cố tác động. Cùng là chủ đề về hoán đổi thân xác, nhưng nội dung và mục đích của hai bộ phim hoàn toàn khác nhau", phía đoàn phim nói thêm.
Ngay lập tức poster mới đã được thiết kế lại và dùng cho các chiến lược quảng bá tiếp theo của phim. "Poster phiên bản mới cũng sẽ gần với nội dung của bộ phim hơn, thể hiện những trái khoáy và rắc rối khi cha và con gái phải sống trong hình hài của nhau, ăn mặc trang phục của nhau, ứng xử ở hoàn cảnh và vị trí của nhau", nhà sản xuất cho biết thêm.